# Žeňa Tversky
Žeňa Tversky neboli Žeňa Tverská (hebrejsky ז'ניה טברסקי‎; 16. srpna 1904 – 9. dubna 1964) byla izraelská politička a poslankyně Knesetu za stranu Mapaj.

## Biografie
Narodila se ve městě Baranavičy v tehdejší Ruské říši (dnes Bělorusko). Absolvovala ruskojazyčnou střední školu, vystudovala Varšavskou univerzitu a sociální práci v Berlíně. V roce 1923 přesídlila do dnešního Izraele.

## Politická dráha
Angažovala se v sociálních službách. V letech 1932–1942 řídila centrum sociálních služeb v Haifě, pak v letech 1942–1948 v Jeruzalému. Byla aktivní členkou strany Mapaj a členkou výkonného výboru odborové centrály Histadrut. V roce 1945 byla vyslankyní k přeživším holokaustu v Evropě.
V izraelském parlamentu zasedla poprvé už po volbách v roce 1949, ve kterých byla kandidátkou strany Mapaj. Mandát ale získala až dodatečně, v únoru 1951, jako náhradnice. Do činnosti parlamentu už se po zbytek volebního období výrazněji nezapojila. Mandát obhájila za Mapaj ve volbách v roce 1951. Usedla jako členka do parlamentního výboru pro veřejné služby, výboru House Committee a výboru práce. Předsedala podvýboru pro zákon o státním pojištění. Zvolení se dočkala na kandidátce Mapaj i po volbách v roce 1955, ovšem pouze jako náhradnice, která do Knesetu nastoupila až v červenci 1959, jen pár měsíců před volbami. Aktivně již se neprojevovala. Za Mapaj uspěla ve volbách v roce 1959. Byla členkou výboru pro veřejné služby a výboru pro ústavu, právo a spravedlnost. Znovu se v Knesetu objevila po volbách v roce 1961, kdy kandidovala opět za Mapaj. I tentokrát ale mandát získala až jako náhradnice, v listopadu 1963, po smrti předchozího poslance Me'ira Argova. Umírá po několika měsících strávených ve funkci poslankyně. V parlamentu ji nahradil Aharon Jadlin.
Zemřela v roce 1964 ve věku 59 let a je pochována na jeruzalémském hřbitově Har ha-Menuchot.